# Acalolepta convexa
Acalolepta convexa là một loài bọ cánh cứng trong họ Cerambycidae.